# 坂東三津五郎 (7代目)
七代目 坂東 三津五郎（しちだいめ　ばんどう　みつごろう、1882年（明治15年）9月21日 - 1961年（昭和36年）11月4日）は、歌舞伎役者。屋号は大和屋。定紋は三ツ大、替紋は花勝見。本名は守田 壽作（もりた じゅさく）。俳名に是好がある。
妹に三代目坂東玉三郎、弟に十三代目守田勘彌がいる。

## 略歴
- 新富座座元の十二代目守田勘彌の長男として東京に生まれる。
- 1889年（明治22年）10月桐座『伊達競阿國歌舞伎』の鶴千代で二代目坂東八十助を襲名して初舞台。
- 1906年（明治39年）4月歌舞伎座『盲長屋梅加賀鳶』（加賀鳶）の兼五郎で七代目坂東三津五郎を襲名する。同時に舞踊坂東流家元となる。その後1907年（明治40年）から市村座の座頭となり、後に六代目尾上菊五郎、初代中村吉右衛門と共に俗に「ニ長町時代」と言われる人気を博し三津五郎は主に菊五郎の舞踊の相方を数多く勤めた。
- 1921年（大正10年）11月9日、三津五郎を市村座に招聘した田村成義の一周忌の翌日に辞表を提出し市村座を脱退し、半年後の1922年（大正11年）6月に松竹へと移籍した。
- 1957年（昭和32年）3月明治座『傀儡師』で前年に誕生した1歳2か月の曾孫・寿（十代目坂東三津五郎））を抱いて初御披露目。9月歌舞伎座『寒山拾得』の舞台で倒れる。
- 1961年（昭和36年）11月4日死去、満79歳。

## 受賞・顕彰
- 1948年（昭和23年） 日本芸術院会員
- 1955年（昭和30年）人間国宝
- 1960年（昭和35年） 文化功労者

## 人物

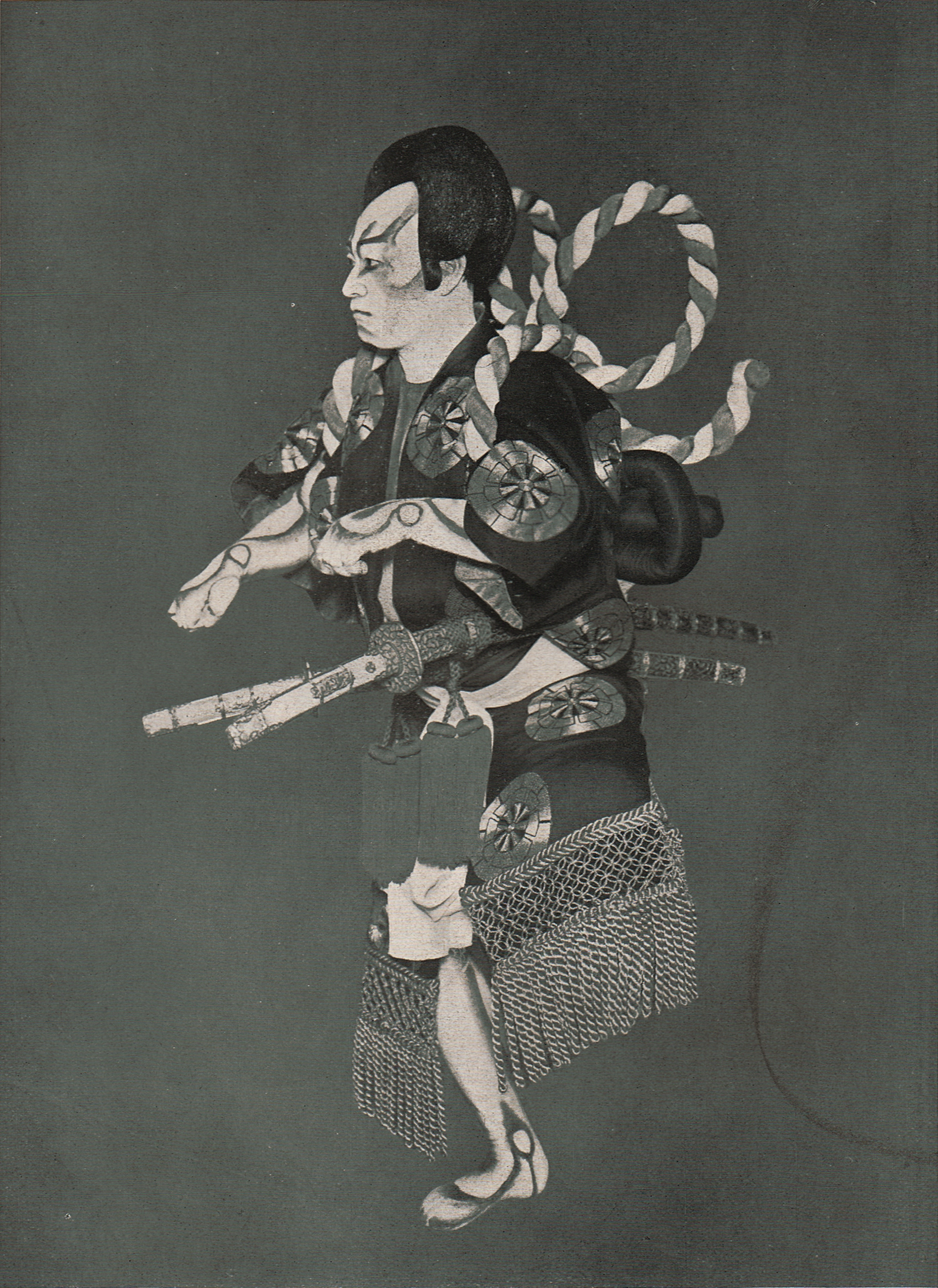
『義経千本桜』の狐忠信

実力がありながら小柄な身体と甲高い声が欠点だった。ただ所作事にかけては名人と呼ばれ、「西の又一郎、東の三津五郎」と並び称された。若いころに先人たちの舞台を研究したり、明治の名人四代目中村芝翫に直接仕込まれたりしたこともあり、長年の精進と鍛錬に培われた舞踊の技術と知識はずば抜けていた。それらは今日書物に残された芸談からもうかがい知ることが出来る。
そうした理由から、配役では比較的軽い役どころが多く恵まれなかったが、それでも『矢の根』の五郎、『壷阪霊験記』の澤市、『娘道成寺』の押戻、『傾城反魂香』（吃又）の又平などは優れていた。本領を発揮した舞踊では、記録映画に残された『六歌仙容彩』「喜撰」や『遅櫻手爾葉七文字』（越後獅子）のほか、『大和い手向五字』（子守）、『神楽諷雲井曲毬』（どんつく）、『傀儡師』、『再春菘種蒔』（舌出し三番）、『深山櫻及兼樹振』（保名）、『三つ面子守』、その他多数に至芸を見せた。また、六代目尾上菊五郎の相方として『棒しばり』や『彌生之花淺草祭』（三社祭）なども好評だった。晩年はすべてを超越した枯淡の味わいを見せ観客を喜ばせた。
また歌舞伎舞踊坂東流の家元としてその普及にも努めた。人間国宝に認定されたのは舞踊家としての貢献が評価されたものだといわれ、七代目は今日でも「踊りの神さま」として知られる。

## 著書
口述の芸談が2冊の回顧録にまとめられている。
- 七代目坂東三津五郎 述、井上甚之助 編、『三津五郎芸談』
- 七代目坂東三津五郎 述、利倉幸一 編、『三津五郎舞踊芸話』